# Schönes Johanniskraut
Das Schöne Johanniskraut (Hypericum pulchrum), auch Schönes Hartheu genannt, ist eine Pflanzenart aus der Gattung der Johanniskräuter (Hypericum) innerhalb der Familie der Johanniskrautgewächse (Hypericaceae).

## Beschreibung

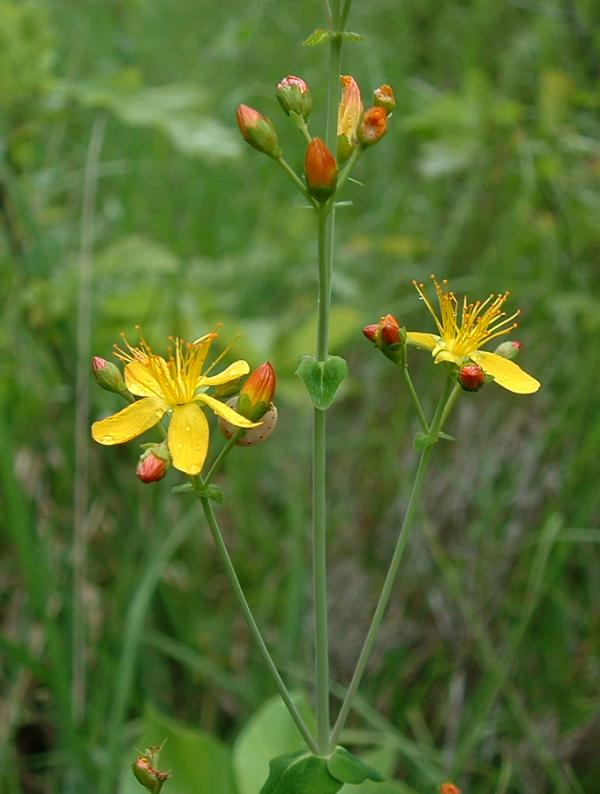
Blütenstand

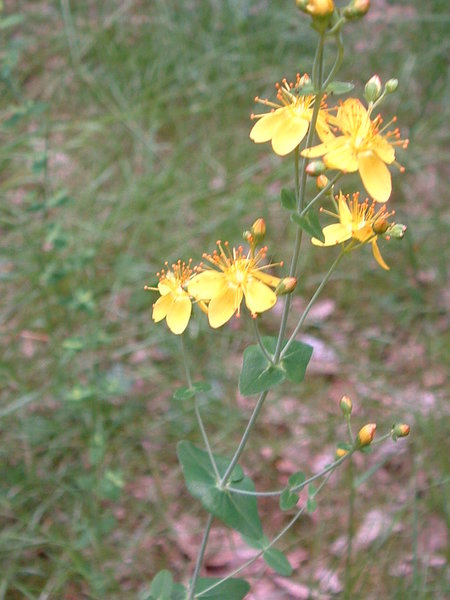
Blütenstand

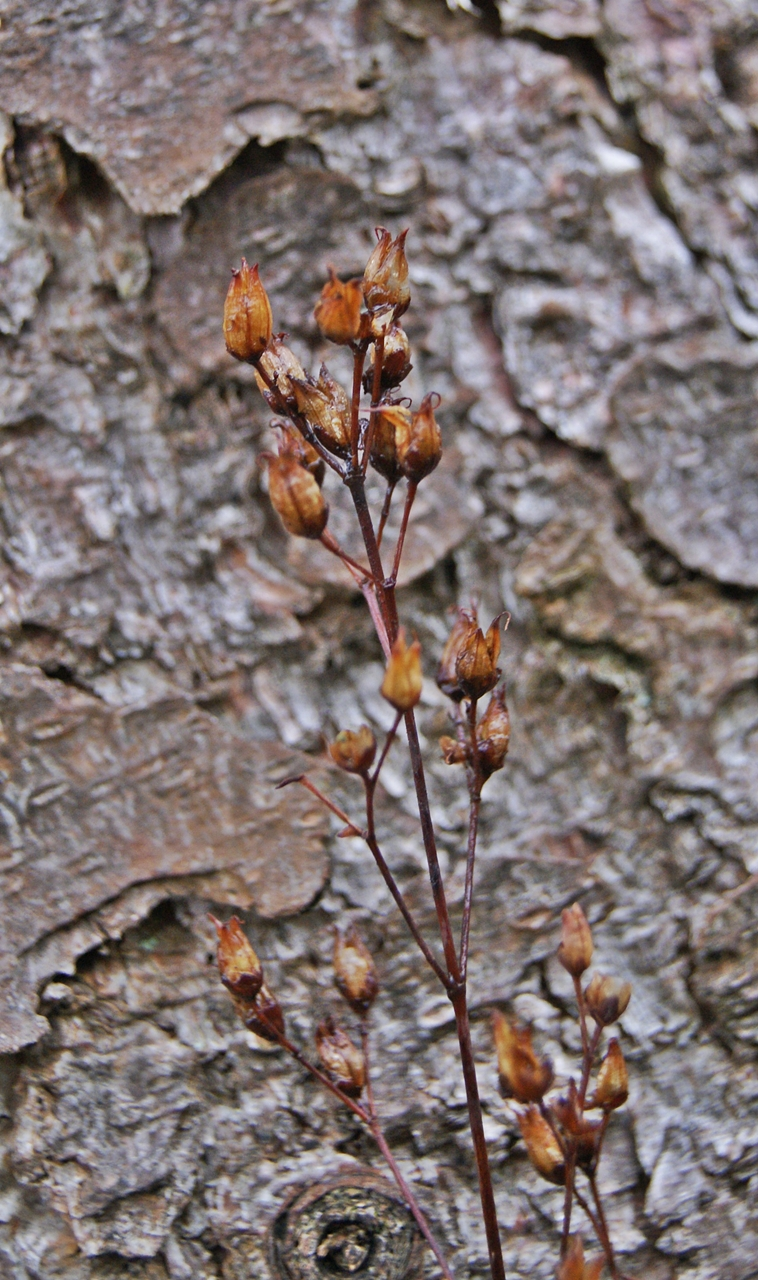
Früchte

### Vegetative Merkmale
Das Schöne Johanniskraut ist eine ausdauernde, krautige Pflanze, die Wuchshöhen von 15 bis 80 Zentimetern erreicht. Die Pflanzenteile sind kahl. Die aufrechten Stängel sind stielrund. Die gegenständig an den Stängeln sitzenden Laubblätter sind mit einer Länge von 0,5 bis 2 Zentimetern breit-dreieckig am Grunde herzförmig sowie dort am breitesten und enden stumpf. Sie sind durchscheinend drüsig punktiert, der Blattrand ist ohne schwarze Drüsen.

### Generative Merkmale
Es blüht von Juli bis September. Die Blüten sind in einem lockeren rispigen Blütenstand angeordnet. Die zwittrigen Blüten besitzen eine doppelte Blütenhülle. Die Kelchblätter sind mit einer Länge von 2 bis 3 Millimetern breit-eiförmig, stumpf und am Rand schwarzdrüsig punktiert. Die freien, goldgelben, oft rötlich überlaufenen Kronblätter sind 6 bis 9 Millimeter lang. Die vielen Staubblätter sind zu Bündeln zusammengefasst.
Die Chromosomenzahl beträgt 2n = 18.

## Ökologie
Das Schöne Johanniskraut ist ein wintergrüner Chamaephyt. Vegetative Vermehrung erfolgt durch unterirdische Ausläufer. Die Blätter verfärben sich durch Anthocyane, die als Lichtschutz dienen, dunkelrot.
Die wandspaltigen Kapselfrüchte fungieren als Wind- und Tierstreuer.

## Vorkommen
Das Verbreitungsgebiet reicht von Nordwest- und Westeuropa bis ins nordwestliche Kroatien. Das Schöne Johanniskraut wächst ursprünglich in Portugal, Spanien, Frankreich, Belgien, den Niederlanden, Großbritannien, Irland, Dänemark, Norwegen, Schweden, Finnland, Deutschland, Tschechien, Polen, in der Schweiz, in Österreich, Kroatien und Serbien. Früher kam es auch in Italien vor. In Neuseeland ist Hypericum pulchrum ein Neophyt.
Das Schöne Johanniskraut kommt zerstreut in Laub- und Mischwäldern und in Nadelforsten vor. Es gedeiht am besten in Lichtungen oder an Waldränder auf sauren Sand- oder Lehmböden. Diese Pflanzenart ist kalkscheu und zeigt deshalb die Entkalkung der Bodenoberfläche an. Sie gedeiht in Pflanzengesellschaften des Verbands Quercion roboris, kommt aber auch in denen der Unterverbände Luzulo-Fagenion oder Sarothamnenion vor.
Die ökologischen Zeigerwerte nach Landolt et al. 2010 sind in der Schweiz: Feuchtezahl F = 3 (mäßig feucht), Lichtzahl L = 3 (halbschattig), Reaktionszahl R = 1 (stark sauer), Temperaturzahl T = 3+ (unter-montan und ober-kollin), Nährstoffzahl N = 1 (sehr nährstoffarm), Kontinentalitätszahl K = 2 (subozeanisch).

## Taxonomie
Die Erstveröffentlichung von Hypericum pulchrum erfolgte 1753 durch Carl von Linné in Species Plantarum, S. 786. Synonyme für Hypericum pulchrum L. sind: Hypericum amplexicaule Gilib., Hypericum pulchrum var. procumbens (Rostr.) Beeby, Hypericum pulchrum var. gillotii Rouy, Hypericum pulchrum var. pallidum Rouy. Es werden keine Subtaxa akzeptiert.

## Inhaltsstoffe und Wirkung
Das Schöne Johanniskraut enthält in den Blüten den roten Farbstoff Hypericin, welcher bei Tieren die Lichtkrankheit hervorrufen kann. Wegen des roten Hypericins und seiner wundheilenden Wirkung wird das Johanniskraut auch Jesuwundenkraut genannt.